# Aéroport de Wabush
L'aéroport de Wabush est situé à 1,9 km au nord-est de Wabush à Terre-Neuve-et-Labrador au Canada.
L'aéroport dessert Labrador city et utilisé pour la ville québécoise de Fermont.

## Situation
| \| 200 km1:9 384 000 \| Saint Lewis-Fox Harbour Black Tickle Cartwright Charlottetown Hopedale Makkovik Mary's Harbour Nain Natuashish Port Hope Simpson Postville Rigolet St. Anthony Wabush William's Harbour Gander Saint-Jean Stephenville Deer Lake Goose Bay Churchill Falls |
| 200 km1:9 384 000 |

## Lignes aériennes et destinations
| Compagnies   | Destinations |
| ------------ | --- |
| PAL Airlines | Churchill Falls, Deer Lake (TN et L), Gander, Goose Bay, Moncton (Roméo-LeBlanc), Mont-Joli, Montréal (P.-E.-Trudeau), Québec (Jean-Lesage), Sept-Îles, Saint-Jean (Terre-Neuve) |

Édité le 13/04/2025